# Alan Combe
Pour les articles homonymes, voir Combe (homonymie).
Alan Combe est un footballeur écossais, né le 3 avril 1974 à Édimbourg, Écosse. Évoluant au poste de gardien de but, il est principalement connu pour ses saisons à Saint Mirren, Dundee United, Bradford City et Kilmarnock ainsi que pour avoir été sélectionné en Écosse B (en).

## Biographie

### Carrière de joueur
Natif d'Édimbourg, il est formé à Kelty Hearts (en) avant de commencer sa carrière professionnelle à Cowdenbeath. Sa carrière se poursuit en rejoignant Saint Mirren où il reste 5 saisons, puis à Dundee United où il découvre le plus haut niveau du football écossais.
Sur la fin de son passage chez les Tangerines, il connaît alors un prêt qui lui permet de découvrir le championnat anglais en gardant les cages de Bradford City. Son passage chez les Bantams est positif et il se voit offrir un transfert définitif, ce qui lui permet de passer une saison entière en Division One avant de retourner en Écosse en signant pour Kilmarnock.
Il y passe cinq saisons pleines avant de subir une blessure à la hanche qui va lui gâcher la saison 2009-10. Il ne reviendra jamais réellement et est libéré de son contrat le 31 janvier 2011. Il rejoint alors Alloa Athletic sur un poste d'entraîneur des gardiens, mettant entre parenthèses sa carrière de joueur.
Mais, avec la saison 2011-12 qui débute, il se sent l'envie de rejouer et après deux essais à Clyde et à Hamilton Academical, il s'engage pour Greenock Morton en mars 2012, tout en continuant son rôle d'entraîneur des gardiens à Alloa Athletic.
Il privilégie ensuite son rôle d'entraîneur, quittant Greenock Morton pour devenir entraîneur des gardiens à Heart of Midlothian. Il prend soin toutefois de s'enregistrer aussi comme joueur, en cas de dépannage. Après avoir été libéré de son contrat, il rejoint Hibernian en juillet 2014 sur la base d'un contrat d'entraîneur des gardiens-joueur. Il met un terme définitif à sa carrière de joueur à l'issue de la saison 2014-15 mais reste à son poste d'entraîneur des gardiens.

### Carrière internationale
Combe a été assez souvent appelé en équipe d'Écosse mais sans recevoir de sélection. Il a toutefois reçu une sélection en Écosse B (en) pour une victoire 2-0 en 2005 contre la Pologne B.

#### Statistiques
| Performances   | Performances         | Performances            | Championnat | Championnat | Cup            | Cup            | League Cup | League Cup | Total   | Total |
| Saison         | Club                 | Championnat             | Matches     | Buts        | Matches        | Buts           | Matches    | Buts       | Matches | Buts  |
| Écosse         | Écosse               | Écosse                  | Championnat | Championnat | Coupe d'Écosse | Coupe d'Écosse | League Cup | League Cup | Total   | Total |
| -------------- | -------------------- | ----------------------- | ----------- | ----------- | -------------- | -------------- | ---------- | ---------- | ------- | ----- |
| 1992–93        | Cowdenbeath          | Scottish First Division | 18          | 0           | N/A            | N/A            | N/A        | N/A        | 18      | 0     |
| 1993–94        | St Mirren            | Scottish First Division | 16          | 0           | N/A            | N/A            | N/A        | N/A        | 16      | 0     |
| 1994–95        | St Mirren            | Scottish First Division | 21          | 0           | N/A            | N/A            | N/A        | N/A        | 21      | 0     |
| 1995–96        | St Mirren            | Scottish First Division | 21          | 0           | N/A            | N/A            | N/A        | N/A        | 21      | 0     |
| 1996–97        | St Mirren            | Scottish First Division | 36          | 0           | N/A            | N/A            | 2          | 0          | 38      | 0     |
| 1997–98        | St Mirren            | Scottish First Division | 30          | 0           | 1              | 0              | 2          | 0          | 33      | 0     |
| 1998–99        | Dundee United        | Scottish Premier League | 10          | 0           | -              | -              | -          | -          | 10      | 0     |
| 1999–2000      | Dundee United        | Scottish Premier League | 35          | 0           | 4              | 0              | 4          | 0          | 43      | 0     |
| 2000–01        | Dundee United        | Scottish Premier League | 23          | 0           | -              | -              | 3          | 0          | 26      | 0     |
| Angleterre     | Angleterre           | Angleterre              | Championnat | Championnat | FA Cup         | FA Cup         | League Cup | League Cup | Total   | Total |
| 2001–02        | Bradford City (prêt) | First Division          | 16          | 0           | -              | -              | -          | -          | 16      | 0     |
| Écosse         | Écosse               | Écosse                  | Championnat | Championnat | Coupe d'Écosse | Coupe d'Écosse | League Cup | League Cup | Total   | Total |
| 2002–03        | Dundee United        | Scottish Premier League | 5           | 0           | -              | -              | 1          | 0          | 6       | 0     |
| Angleterre     | Angleterre           | Angleterre              | Championnat | Championnat | FA Cup         | FA Cup         | League Cup | League Cup | Total   | Total |
| 2003–04        | Bradford City        | First Division          | 21          | 0           | 1              | 0              | -          | -          | 22      | 0     |
| Écosse         | Écosse               | Écosse                  | Championnat | Championnat | Coupe d'Écosse | Coupe d'Écosse | League Cup | League Cup | Total   | Total |
| 2004–05        | Kilmarnock           | Scottish Premier League | 32          | 0           | 3              | 0              | 2          | 0          | 37      | 0     |
| 2005–06        | Kilmarnock           | Scottish Premier League | 32          | 0           | 1              | 0              | 2          | 0          | 35      | 0     |
| 2006–07        | Kilmarnock           | Scottish Premier League | 11          | 0           | 0              | 0              | 2          | 0          | 13      | 0     |
| 2007–08        | Kilmarnock           | Scottish Premier League | 37          | 0           | 1              | 0              | 2          | 0          | 40      | 0     |
| 2008–09        | Kilmarnock           | Scottish Premier League | 34          | 0           | 2              | 0              | 3          | 0          | 39      | 0     |
| Total          | Écosse               | Écosse                  | 361         | 0           | 12             | 0              | 23         | 0          | 396     | 0     |
| Total          | Angleterre           | Angleterre              | 120         | 13          | 9              | 1              | 4          | 0          | 0       | 0     |
| Total carrière | Total carrière       | Total carrière          | 37          | 0           | 1              | 0              | 1          | 0          | 39      | 0     |